# Jørgen Berthelsen (Landsfoged)
Jørgen Peter Berthelsen (* 23. Mai 1895 in Kopenhagen; † 3. Mai 1989) war ein dänischer Jurist und kommissarischer Landsfoged in Grönland.

## Leben
Jørgen Peter Berthelsen war der Sohn des Inspektors Anders Peter Berthelsen und seiner Frau Anna Sophie Jørgensen. Er besuchte die Vestre Borgerdydskole in Kopenhagen, die er 1913 abschloss. Anschließend schloss er 1919 ein Studium der Rechtswissenschaften als cand.jur. ab. Im selben Jahr heiratete er Carla Henriette Emilie Nicoline Fricke, Tochter des Kapitäns Gunnar Christian Fricke.
Nach dem Studium arbeitete er stellvertretend als Sekretär im Justitsministeriet, wo er 1922 festangestellt wurde. 1924 wechselte er ins Indenrigsministeriet und kehrte im Folgejahr ins Justitsministeriet zurück. Nebenher war er von 1925 bis 1934 Sekretär bei Grønlands Styrelse und bei der Kommission für Wissenschaftliche Untersuchungen in Grönland. Von 1928 bis 1929 vertrat er Philip Rosendahl als Landsfoged von Nordgrönland. 1932 wurde er Bevollmächtigter im Justizministerium und im selben Jahr zum kommissarischen Stadtrichter ernannt. Im Folgejahr wurde er als solcher festangestellt. Von 1943 bis 1948 war er zudem Vizevorsitzender des Wohnungsschiedsgerichts in Kopenhagen und anschließend bis 1965 Vorsitzender des Haustierschiedsgerichts in Kopenhagen. 1965 wurde er pensioniert.
Zu seinen Nebentätigkeiten gehörten auch der Vorsitz des Kopenhagener Naturschutzausschusses. 1938 schrieb er das Buch Bilistens færdselsbog („Das Verkehrsbuch des Autofahrers“). Er starb 1989 kurz vor seinem 94. Geburtstag.